# Комитет Обороны Восточных Кресов

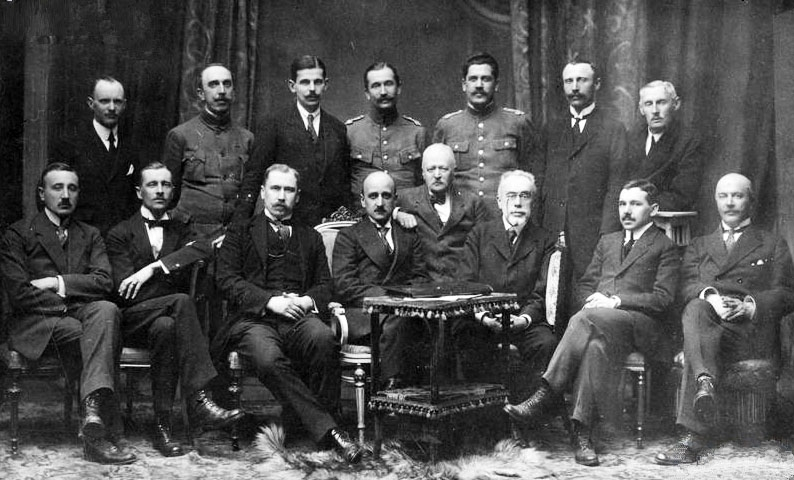
Комитет Обороны Восточных Кресов. Сидят слева: Olgierd Gordziałkowski, Владислав Рачкевич, Mirosław Obiezierski, Michał Kossakowski. Видимы также: Michał Obiezierski, Czesław Krasicki, I. Witkiewicz, Владислав Мариан Завадский (сидит вторым справа), Wacław Wasilewski, Antoni Jundziłł, M. Parafianowicz, Czesław Krupski, M. Boguszewski, W. Pusłowski, E. Obrąpalski

Комитет обороны восточных рубежей (пол. Komitet Obrony Kresów Wschodnich)— организация, созданная в конце ноября 1918 года в Варшаве. Возникла из созданной в начале 1917 года в Варшаве Литовской комиссии. Осуществляла политический меценат над формирующимися военными добровольческими отрядами самообороны восточных рубежей. Одной из ее задач было проведение агитации за включение их в структуры польской армии путем создания литовско-белорусской дивизии. Эта цель была достигнута 26 ноября 1918 года, когда глава государства Юзеф Пилсудский согласился создать такую дивизию.

## История создания комитета
С отступлением немецких войск с территории Российской империи на покинутых ими территориях, населенных поляками, стали формироваться польские пограничные силы самообороны. Политическое руководство над ними осуществлял образованный в ноябре 1918 года Комитет Обороны Восточных Кресов под председательством князя Евстафия Сапеги. В связи с возникновением необходимости включения их в состав регулярной польской армии было решено создать литовско-белорусские дивизии. Дивизия была сформирована в соответствии с приказом Верховного главнокомандующего польской армии Юзефа Пилсудского № 1132/I от 26 ноября 1918 года:

(…) Dla uchronienia Polaków i mienia polskiego na Kresach Wschodnich Naczelne Dowództwo WP zamierza tworzyć dywizję litewsko-białoruską, uwzględniając już tam istniejące związki. Społeczeństwo polskie przez „Komitet Obrony Kresów Wschodnich” niesie pomoc we wszystkich kierunkach.
(…) Для защиты поляков и польского имущества на восточных рубежах Верховное Командование РП намерено создать литовско-белорусскую дивизию, включив в нее уже существующие соединения. Польское общество "Комитет Обороны Восточных Кресов" окажет всю необходимую помощь
Литовско-Белорусская дивизия должна была состоять из добровольцев с восточных рубежей, в первую очередь сосредоточенных в уже существующих рубежах самообороны.